# ホンダ・ダックス
ダックス（DAX）は、本田技研工業が製造販売するオートバイのシリーズ商標である。

## 概要
「車載が可能なレジャーバイク」をコンセプトにして1969年8月に発売。

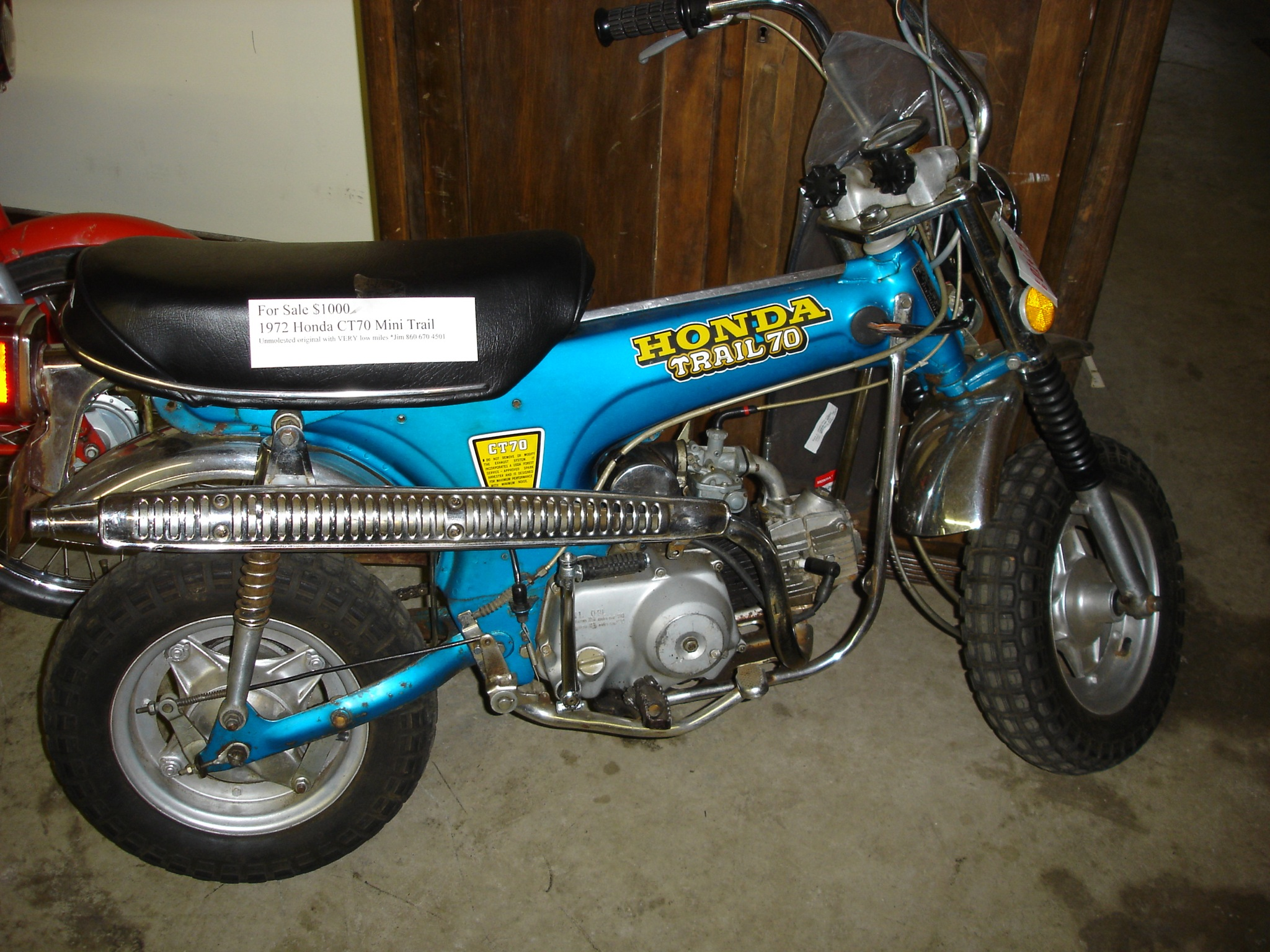
CT70
1972年モデル70cc輸出仕様

車名は、小柄かつ低重心で長いホイールベースが胴長短足の猟犬ダックスフントを連想させるところに由来する。当初はダックスホンダ（DAX HONDA）とされたが、1995年に復刻されたA-AB26型のみダックスが正式車名となる。
発売後は数度のモデルチェンジ実施や派生車種をラインナップ。1969年9月上旬からは北米向け輸出モデルCT70を設定したほか、発売当初から一部の海外向け仕様70ccモデルの現地生産が実施されており、日本国内向けモデルの生産終了・復活後も続けられたが2003年に終了した。
2022年に小型自動二輪車のダックス125として復活した。

## 車両解説
※本項では1969年に発売された最初期モデルを基に解説を行う。
車体はTボーンフレームを採用。サスペンションは前輪をテレスコピック、後輪をスイングアームとし、ホイールサイズは10インチとされた。ブレーキは前後ともリーディングトレーリングで、最小回転半径は1.6mである。
スーパーカブと基本設計を共用する前傾80°空冷4ストロークSOHC単気筒エンジン・自動遠心クラッチ・折りたたみ式ハンドルとステップ・横にしても洩れないガソリンタンク・着脱可能な前輪・乗用車のトランクにも入るコンパクトサイズなど1967年に発売されたモンキーと同様だが、より不整地での使用を想定した点ならびに内径x行程=39.0×41.4（mm）・排気量49㏄とした1人乗り原動機付自転車モデル（型式名ST50）と内径x行程=47.0×41.4（mm）・排気量72㏄とした2人乗り原付二種モデル（型式名ST70）をラインナップした点が異なる。

### モデル別解説
※本項では日本国内向けモデルについて解説を行う。

#### ST50/ST70

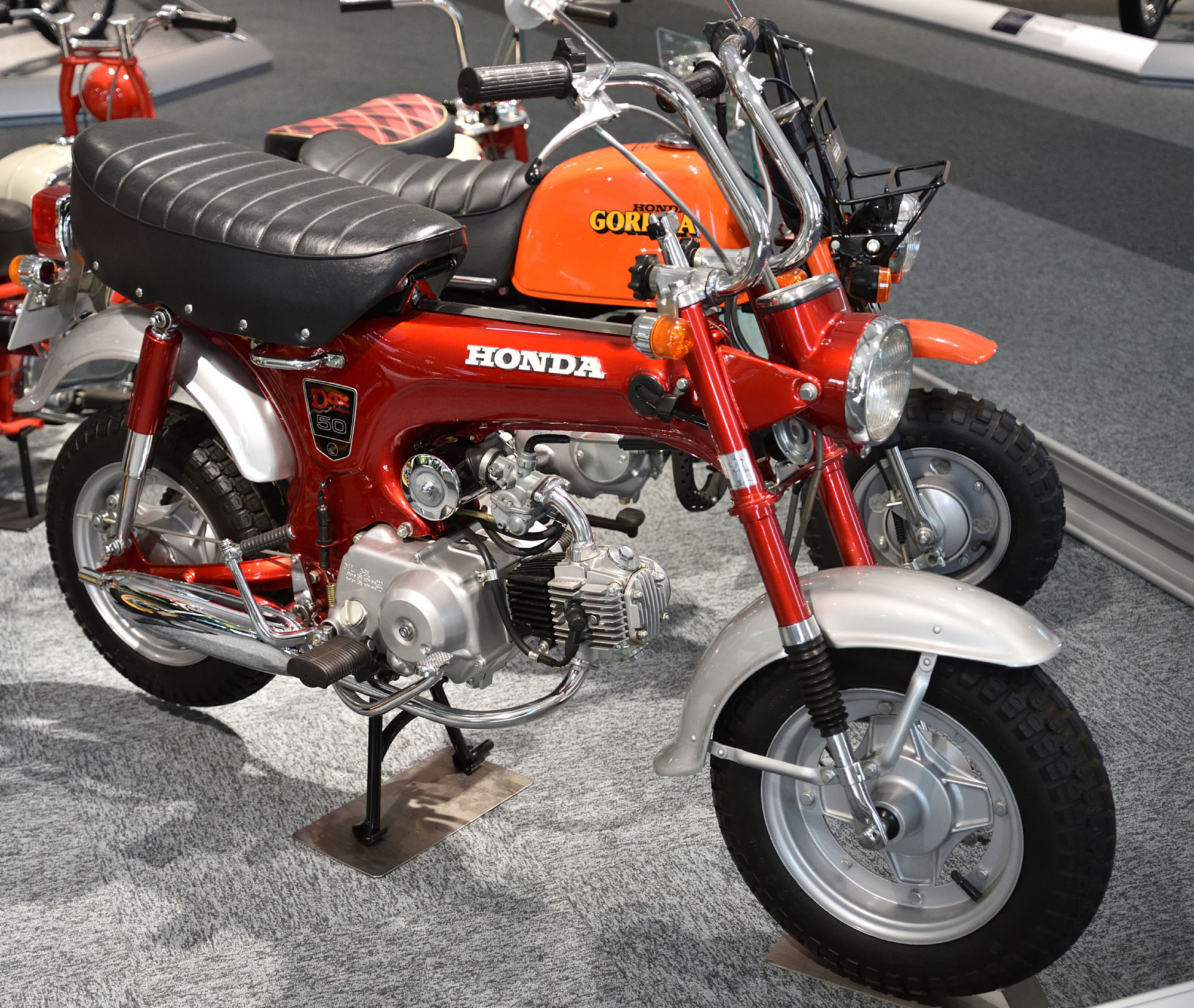
ST50
ホンダコレクションホール所蔵車

1969年8月14日に上述した車両解説に準ずる以下の4モデルを発表。
- 同月15日発売
  - ダックスホンダ ST50
  - ダックスホンダ ST70
- 同年9月1日発売
  - ダックスホンダ ST50エクスポート
  - ダックスホンダ ST70エクスポート

エクスポートは、全長を1.510m→1.495mに短縮、最低地上高を130mm→165mmに変更したモデル。
全車種とも3段マニュアルトランスミッション+自動遠心クラッチとされた。月産目標は輸出を含め15,000台。標準現金価格は50ccモデルが\66,000、70ccモデルが\69,000とされた。

#### ST50 IV/ST70 IV
1971年2月5日発表、同月10日発売の追加モデルで以下の設計変更を実施。
- マニュアルトランスミッションを4段化ならびにクラッチをマニュアル化
- タイヤ幅を3.50→4.00に拡大
- ハンドルを折り畳み式からブレースバー付き固定タイプで強化
- ハンドルロックを装備
- 全長を1.565mに延長
- 標準現金価格は50ccモデルが\72,000 70ccモデルが\75,000

#### ST50 SPORT-II/ST 70SPORT-II
1972年2月28日発表、同年3月1日発売の追加モデルで以下の設計変更を実施。
- フロントショックアブソーバーにオイルダンバーを装備
- クランクケースプロテクターを装着
- 速度計をヘッドライトケースから分離
- 標準現金価格は50ccモデルが\79,000 70ccモデルが\82,000

#### ST50 VI・VII/ST70 VI・VII
1976年4月1日発表 同月5日発売の追加モデルで以下の追加変更を実施。
- 可動式フロントフェンダー・マッドガード・大型ライセンスプレートを装着
- VI：3段+自動遠心クラッチ仕様
- VII：4段+マニュアルクラッチ仕様
- VI標準現金価格 50cc：\101,000/70cc：\104,000
- VII標準現金価格 50cc：\109,000/70cc：\112,000

また既存車種にも以下の変更を実施した。
- ST50/ST70を廃止
- 前後輪にブレーキライニングインジゲーターを設置
- ハンドル中央部にチョークノブを移設
- メーター照明を透過光式に変更
- ストライプ・エンブレム・シート形状を変更

#### ST50 C・M
1979年2月20日発表、同年3月1日発売。

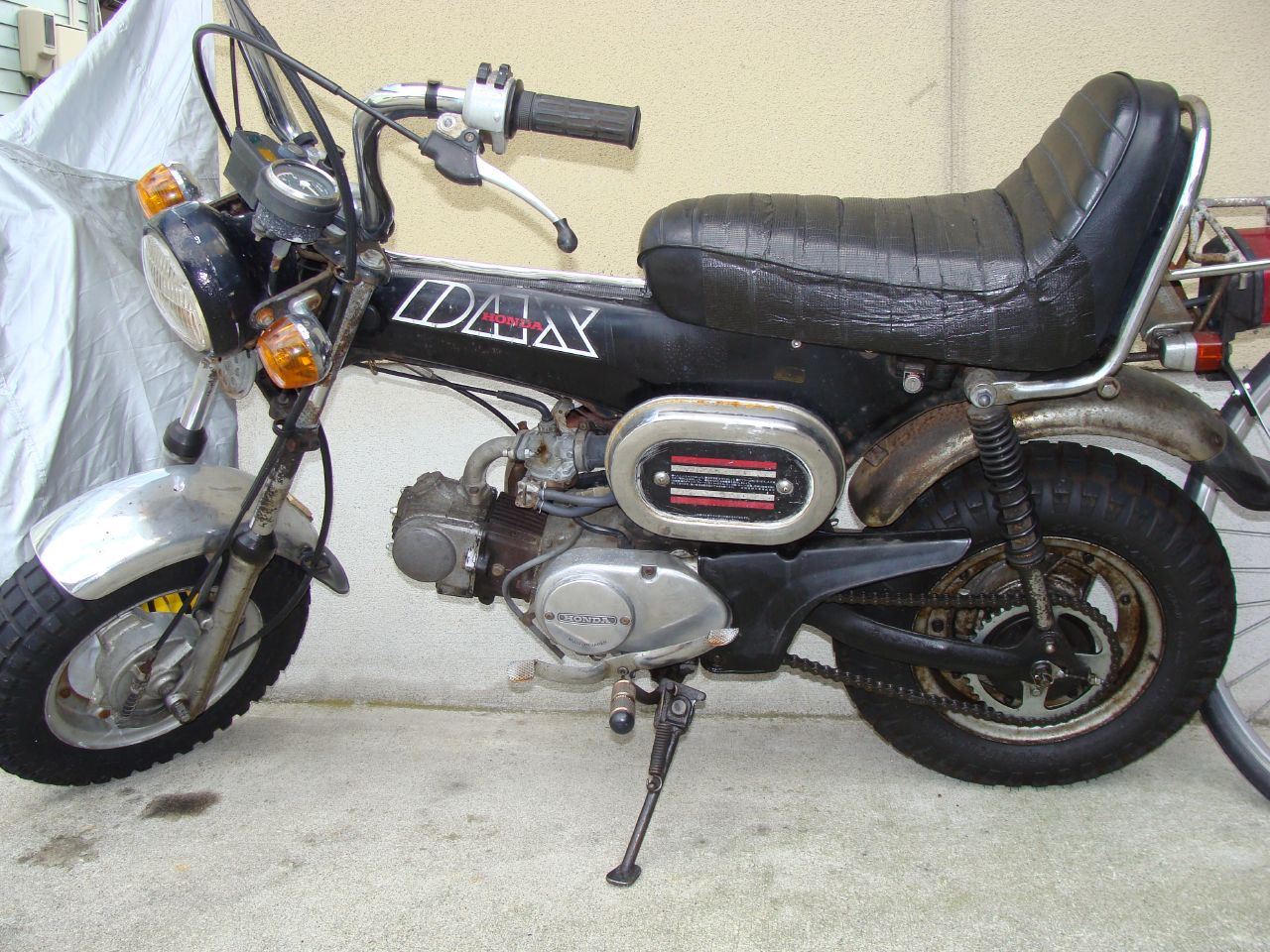
ST50 M

それまでのシリーズ終了ならびに70ccモデルを廃止して、チョッパー（アメリカン）タイプにフルモデルチェンジを実施。3段+自動遠心クラッチ仕様のST50 Cと4段+マニュアルクラッチ仕様のST50 Mが設定された。
- 標準現金価格 ST50 C：\115,000/ST50 M：\120,000

本モデルは1981年で国内での販売を終了。

#### A-AB26
1995年1月18日発表、同年2月14日発売。
年間販売計画4,200台・希望小売価格198,000円で国内向け販売を復活させた3段+自動遠心クラッチモデルで以下の変更を実施。
- 電装を12V化
- オートカムチェーンテンショナー・メンテナンスフリーの密閉型バッテリーを採用
- CDI点火の採用

1998年に施行された平成10年排出ガス規制には未適応であることから、継続生産車両の期限となる1999年8月31日をもって生産終了となった。

#### ダックス125

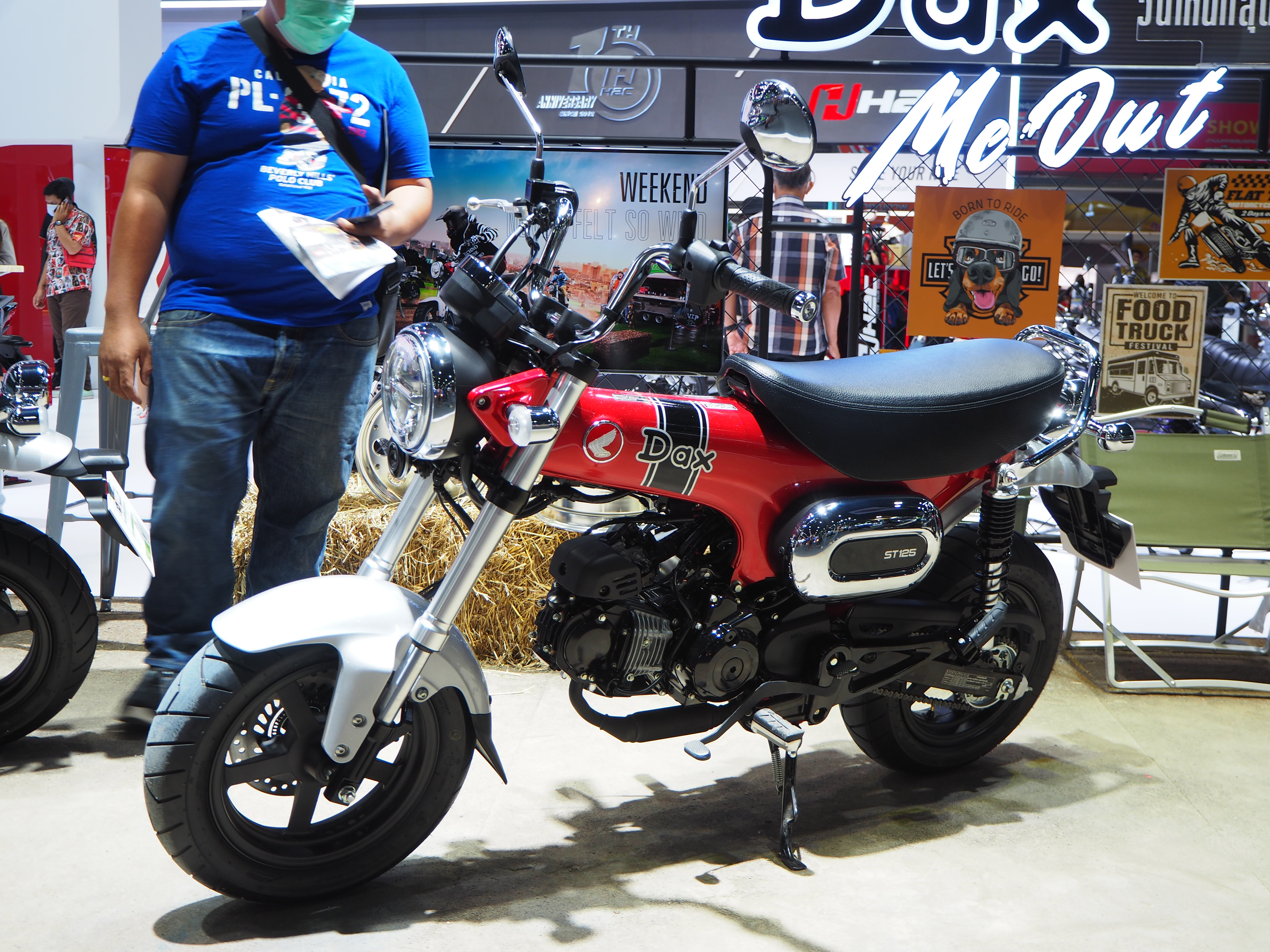
ダックス125 タイ仕様

2022年3月24日発表。型式名は8BJ-JB04型。当初は同年7月21日発売の予定だったが、新型コロナウイルス感染症流行に起因する部品供給難の影響で発売延期となり、同年9月22日に発売された。
車体は初代ダックスホンダのスタイリングを踏襲しながらも現代の感性を取り入れたデザインとしており、2人乗りに対応した大型シートや12インチキャストホイールとチューブレスタイヤ、前後輪ディスクブレーキ、前輪ABSなどを採用している。また、灯火器にはLEDが採用されている。
エンジンは令和2年排出ガス規制に対応したPGM-FI仕様の123cc空冷4ストロークOHC単気筒エンジン・JB04E型を搭載し、ミッションは4段+自動遠心クラッチが採用された。
車体色はパールネビュラレッドとパールカデットグレーの2色が設定されている。
年間販売計画は8000台で、希望小売価格は\440,000（消費税10%込み）となっている。
なお、本モデルはタイホンダ・マニュファクチュアリングカンパニー・リミテッド（Thai Honda Manufacturing Co., Ltd.）が製造し、本田技研工業が輸入事業者となる形で販売される。
一般社団法人日本二輪車文化協会が主催する「日本バイクオブザイヤー2022」にて大賞を受賞した。ホンダ車の同賞受賞はスーパーカブC125（2019年）、CT125ハンターカブ（2020年）に次いで3度目。

### 諸元
| 型式                | ST50 （ST70）                                   | ST50 IV （ST70 IV）                             | ST50 M （ST50 C）                         | A-AB26                                    | 8BJ-JB04 （ダックス125）                  | 8BJ-JB06 （ダックス125）                  |
| モデルイヤー        | 1969                                            | 1971                                            | 1979                                      | 1995                                      | 2022                                      | 2024                                      |
| 全長（m）           | 1.510                                           | 1.565                                           | 1.610 （1.605）                           | 1.510                                     | 1.760                                     | 1.760                                     |
| 全幅（m）           | 0.580                                           | 0.630                                           | 0.705 （0.680）                           | 0.590                                     | 0.760                                     | 0.760                                     |
| 全高（m）           | 0.960                                           | 0.960                                           | 1.005 （0.995）                           | 0.980                                     | 1.020                                     | 1.020                                     |
| 最小回転半径（m）   | 1.6                                             | 1.6                                             | 1.6                                       | 1.6                                       | 2.0                                       | 2.0                                       |
| 車両重量（kg）      | 64 （65）                                       | 65 （65）                                       | 73 （69）                                 | 72.3                                      | 107                                       | 107                                       |
| 定地走行燃費        | 90 （85）                                       | 80 （60）                                       | 80                                        | 80                                        | 55.0                                      | 55.0                                      |
| エンジン形式        | 空冷4ストローク2バルブSOHC単気筒                | 空冷4ストローク2バルブSOHC単気筒                | 空冷4ストローク2バルブSOHC単気筒          | 空冷4ストローク2バルブSOHC単気筒          | 空冷4ストローク2バルブSOHC単気筒          | 空冷4ストローク2バルブSOHC単気筒          |
| 総排気量（cc）      | 49 （72）                                       | 49 （72）                                       | 49                                        | 49                                        | 123                                       | 123                                       |
| 内径x行程（mm）     | 39.0x41.4 （47.0x41.4）                         | 39.0x41.4 （47.0x41.4）                         | 39.0x41.4                                 | 39.0x41.4                                 | 50.0x63.1                                 | 50.0x63.1                                 |
| 圧縮比              | 8.8                                             | 8.8                                             | 8.8                                       | 10.0                                      | 10.0                                      | 10.0                                      |
| 最高出力            | 4.5 PS / 9,000 rpm （6.0 PS / 9,000 rpm）       | 4.5 PS / 9,000 rpm （6.0 PS / 9,000 rpm）       | 4.1 PS / 8,000 rpm                        | 2.6 PS / 7,000 rpm                        | 6.9 kW (9.4 PS) / 7,000 rpm               | 6.9 kW (9.4 PS) / 7,000 rpm               |
| 最大トルク          | 0.37 kg·m / 8,000 rpm （0.51 kg·m / 7,000 rpm） | 0.37 kg·m / 8,000 rpm （0.51 kg·m / 7,000 rpm） | 0.37 kg·m / 6,000 rpm                     | 0.29 kg·m / 4,500 rpm                     | 11 N·m (1.1 kg·m) / 5,000 rpm             | 11 N·m (1.1 kg·m) / 5,000 rpm             |
| 燃料供給装置形式    | キャブレター                                    | キャブレター                                    | キャブレター                              | キャブレター                              | PGM-FI                                    | PGM-FI                                    |
| 点火方式            | ポイント                                        | ポイント                                        | ポイント                                  | CDI                                       | フルトランジスタ式                        | フルトランジスタ式                        |
| 始動方式            | キック式                                        | キック式                                        | キック式                                  | キック式                                  | セルフ式                                  | セルフ式                                  |
| 潤滑方式            | 圧送飛沫併用式                                  | 圧送飛沫併用式                                  | 圧送飛沫併用式                            | 圧送飛沫併用式                            | 圧送飛沫併用式                            | 圧送飛沫併用式                            |
| 潤滑油容量（L)      | 0.7                                             | 0.7                                             | 0.7                                       | 0.8                                       | 1.0                                       | 1.0                                       |
| 燃料タンク容量（L） | 2.5                                             | 2.5                                             | 2.5                                       | 2.5                                       | 3.8                                       | 3.8                                       |
| クラッチ            | 自動遠心                                        | 手動                                            | 手動 （自動遠心）                         | 自動遠心                                  | 自動遠心                                  | 自動遠心                                  |
| 変速方式            | 左足動式リターン                                | 左足動式リターン                                | 左足動式リターン                          | 左足動式リターン                          | 左足動式リターン                          | 左足動式リターン                          |
| 変速機              | 常時噛合3段                                     | 常時噛合4段                                     | 常時噛合4段 （常時噛合3段）               | 常時噛合3段                               | 常時噛合4段                               | 常時噛合4段                               |
| 1次減速比           | 3.722                                           | 3.722                                           | 3.722                                     | 4.058                                     | 3.421                                     | 3.421                                     |
| 最終減速比          | 2.733 （2.533）                                 | 2.733 （2.533）                                 | 2.733                                     | 2.857                                     | 2.266                                     | 2.266                                     |
| フレーム形式        | T型バックボーン                                 | T型バックボーン                                 | T型バックボーン                           | T型バックボーン                           | T型バックボーン                           | T型バックボーン                           |
| サスペンション      | テレスコピック（前）/スイングアーム（後）       | テレスコピック（前）/スイングアーム（後）       | テレスコピック（前）/スイングアーム（後） | テレスコピック（前）/スイングアーム（後） | テレスコピック（前）/スイングアーム（後） | テレスコピック（前）/スイングアーム（後） |
| キャスター          | 25.0°                                           | 25.0°                                           | 27.0°                                     | 27.0°                                     | 24.54°                                    | 24.54°                                    |
| トレール            | 58.0mm                                          | 58.0mm                                          | 66.0mm                                    | 66.0mm                                    | 84mm                                      | 84mm                                      |
| タイヤ（前後）      | 3.50-10-2RP                                     | 4.00-10-2RP                                     | 4.00-10-2RP                               | 3.50-10 51J                               | 120/70-12 51L（前） 130/70-12 56L（後）   | 120/70-12 51L（前） 130/70-12 56L（後）   |
| ブレーキ（前後）    | 機械式リーディングトレーリング                  | 機械式リーディングトレーリング                  | 機械式リーディングトレーリング            | 機械式リーディングトレーリング            | 油圧式ディスク（前輪ABS）                 | 油圧式ディスク（前輪ABS）                 |
| バッテリ            | 6V開放型                                        | 6V開放型                                        | 6V開放型                                  | 12V密閉型                                 | 12V密閉型                                 | 12V密閉型                                 |
| 標準現金価格        | \66,000 （\69,000）                             | \72,000 （\75,000）                             | \120,000 （\115,000）                     | \198,000                                  | \440,000 （消費税10%込み）                | \451,000 （消費税10%込み）                |
| ------------------- | ----------------------------------------------- | ----------------------------------------------- | ----------------------------------------- | ----------------------------------------- | ----------------------------------------- | ----------------------------------------- |

## 派生車種
姉妹車として以下の2モデルが存在する。

### マイティダックス
型式名ST90。1972年11月8日発売。スーパーカブC90と共用する内径x行程=50.0×45.4（mm）・排気量89ccエンジン搭載ならびに14インチホイールを装着するモデル。

### ノーティダックス
1973年7月16日発表、同月17日発売
。ダイヤモンドフレームにCB50系の縦型エンジンを搭載するモデル。角型ヘッドライトや5.40サイズ極太タイヤなど外観上の差異もある。
詳細はホンダ・ノーティダックスを参照。

## コピーモデル
長期に渡る生産かつ人気機種であったことから、本田技研工業の生産終了後もコピーバイクとして生産を行う企業が海外に存在する。
これらの中にはオリジナルになかった排気量の拡大やブレーキをディスクブレーキへ換装するチューニングなど独自施工が見受けられる。